# José Núñez (militar)
José Núñez (Tacuarembó, ¿? — Buenos Aires, 1897) Militar que luchó con particular destaque en las primeras acciones de la Revolución de 1897 iniciada por el Partido Nacional.

## Juventud
Tuvo una juventud errante y aventurera. Viajó por Argentina y Brasil (Rio Grande do Sul) y regresó a Uruguay en 1875, con identidad falsa, porque la policía brasileña lo buscaba por un hecho de sangre. Se sumó a la Revolución Tricolor en 1875 y combatió a las órdenes del caudillo blanco Ángel Muniz. Fracasado ese intento se radicó en Corrientes, donde pasó largos años dedicado a diversas actividades y metido en los problemas políticos de esa provincia argentina. El historiador José Fernández Saldaña señala que fue "Comisario de policía, agente electoral y hombre de los caciques dominantes", y su homónimo Enrique Mena Segarra afirma que "dejó bastante mal recuerdo por sus violencias". Parece haber sido un hombre dotado para el mando y no carente de inteligencia, pero de mente retorcida, petulante y ególatra al extremo.

## Acciones bélicas

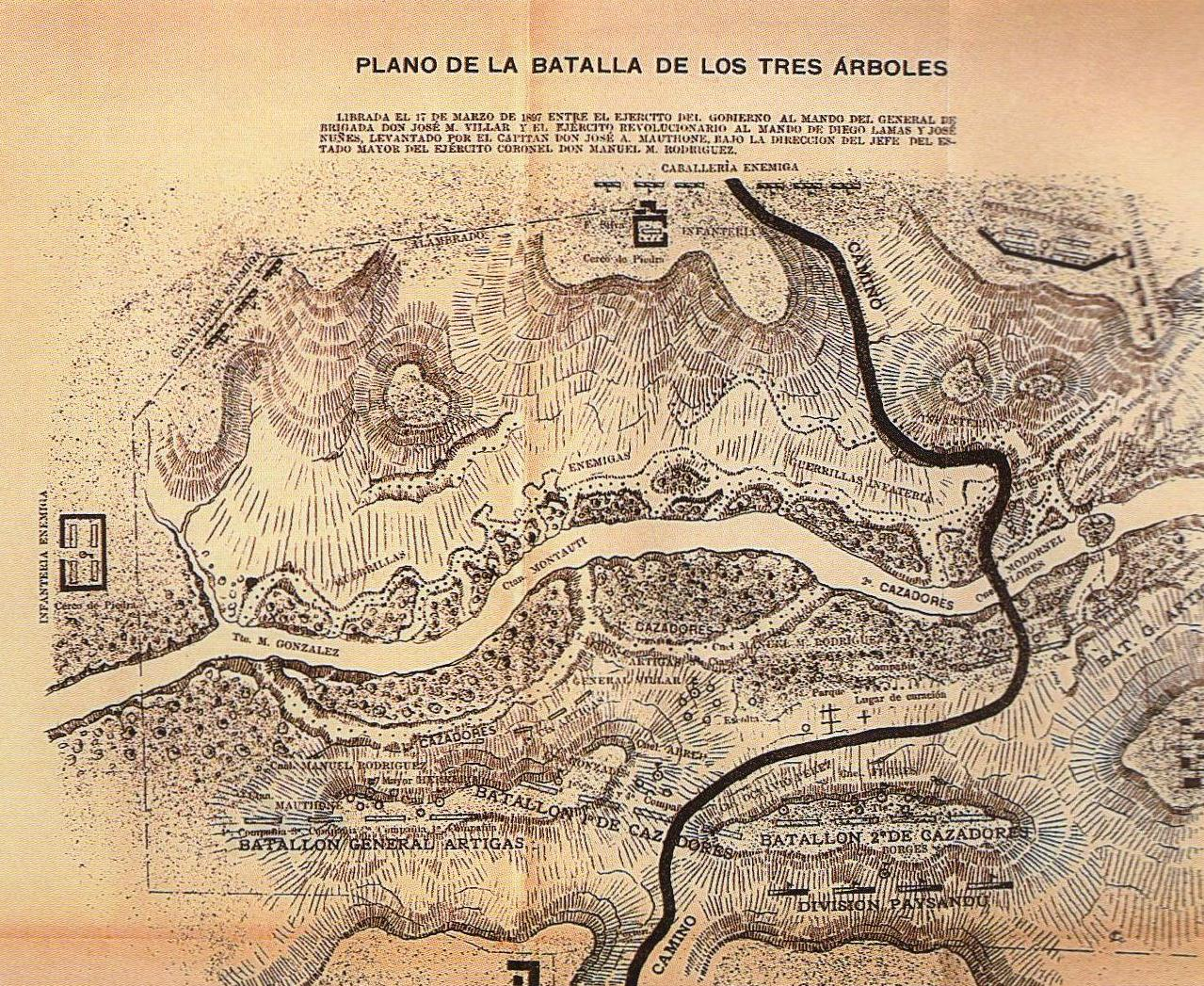
Plano de la Batalla de Tres Árboles, comandada por José Núñez y Diego Lamas.

En 1894 conoció a Duvimioso Terra, con quien —curiosamente— sostuvo armoniosas relaciones. En 1895 cayó preso por incidentes de índole política; liberado en 1896, tomó contacto con la Junta de Guerra del Partido Nacional, que preparaba una revolución armada contra el gobierno del colorado Juan Idiarte Borda. En marzo de 1897 Núñez cruzó el río Uruguay y desembarcó al frente de 500 hombres en Conchillas (departamento de Colonia), donde debía unírsele al grupo liderado por Diego Lamas, que había ingresado al país el 5 de marzo. Las fuerzas se reunieron varios días después, a raíz de descoordinaciones varias, y formaron una sola columna de 1.200 hombres. 
En la madrugada del 17 de marzo de aquel año fueron atacados en el arroyo Tres Árboles, en lo que se conoció como Batalla de Tres Árboles; y buena parte del mérito correspondió a la infantería mandada por Núñez, que ese día dio una lección de coraje y temple, según reconoció Lamas. 
El 28 de marzo esas guerrillas blancas se reunieron con las de Aparicio Saravia. Fue evidente la inmediata antipatía entre Saravia y Núñez. Éste contaba con el apoyo de Duvimioso Terra, jefe político de la revuelta y formalmente por encima de los jefes militares, según la Junta Revolucionaria de Buenos Aires. Terra ordenó que las tropas de Núñez fueran reforzadas y enviadas a combatir al N de Uruguay, proyecto al cual Lamas y Saravia se opusieron con firmeza.
La columna revolucionaria que reunía ya más de 4.000 hombres continuó la marcha, pero la infantería de Núñez de fue quedado rezagada. El díscolo coronel mandó decir a Lamas —no a Saravia— que no podía seguir el paso de la caballería. Se ordenó de inmediato proveer de caballos a su tropa, pero se recibió entonces la noticia de que Núñez se retiraba de la empresa y marchaba con su gente a Brasil. Saravia declaró desertores a Núñez y a veinte de sus oficiales y los borró del escalafón militar. Núñez, por su parte, envió desde Rio Grande do Sul, el 17 de abril, una declaración en la que afirmaba no tener más relación con un movimiento que consideraba un fracaso total y en la que formulaba duras críticas a Lamas y a Saravia.

## Muerte
Núñez disolvió sus fuerzas y marchó a Buenos Aires, donde fijó residencia. Estaba en la mayor pobreza y fue despreciado por sus correligionarios blancos. En agosto, antes de que finalizara la revolución que había abandonado fue invitado a un banquete, al que asistió. Regresó al hotel donde se hospedaba y al otro día fue hallado muerto en la cama. Su muerte continúa siendo un misterio y ha dado lugar a todo género de especulaciones, entre las que no se ha descartado un asesinato político. La prensa bonaerense de aquel tiempo habló de un aneurisma, pero Luis Alberto de Herrera, en sus memorias sobre las revueltas de 1897 —tituladas Por la Patria— sostuvo que se trató de un suicidio con veneno. En homenaje a José Núñez, existe un pequeño poblado con su nombre al E del departamento de Salto —denominado Pepe Núñez- a pocos quilómetros de Tacuarembó, su departamento natal.